# Kareena Lee
Kareena Lee (16 december 1993) is een Australische zwemster. Ze vertegenwoordigde haar vaderland op de Olympische Zomerspelen 2020 in Tokio.

## Carrière
Bij haar internationale debuut, op de wereldkampioenschappen openwaterzwemmen 2015 in Kazan, eindigde Lee als twintigste op de 10 kilometer open water.
Tijdens de wereldkampioenschappen openwaterzwemmen 2017 in Boedapest eindigde de Australische als tiende op de 5 kilometer open water en als negentiende op de 10 kilometer open water.
Op de Pan-Pacifische kampioenschappen zwemmen 2018 in Tokio veroverde ze de zilveren medaille op de 10 kilometer open water, op de 1500 meter vrije slag eindigde ze op de vierde plaats.
In Gwangju nam Lee deel aan de wereldkampioenschappen openwaterzwemmen 2019. Op dit toernooi eindigde ze als zevende op de 10 kilometer open water, in de landenwedstrijd eindigde ze samen met Chelsea Gubecka, Hayden Cotter en Nicholas Sloman op de vijfde plaats.
Tijdens de Olympische Zomerspelen van 2020 in Tokio behaalde de Australische de bronzen medaille op de 10 kilometer open water.

## Internationale toernooien
| Jaar | Olympische Spelen                         | WK langebaan                              | WK kortebaan                              | PanPacs                                   | Gemenebestspelen                          |
| ---- | ----------------------------------------- | ----------------------------------------- | ----------------------------------------- | ----------------------------------------- | ----------------------------------------- |
| 2015 |                                           | 20e 10 km open water                      |                                           |                                           |                                           |
| 2016 | geen deelname                             |                                           | geen deelname                             |                                           |                                           |
| 2017 |                                           | 10e 5 km open water 19e 10 km open water  |                                           |                                           |                                           |
| 2018 |                                           |                                           | geen deelname                             | 4e 1500m vrije slag · 10 km open water    | geen deelname                             |
| 2019 |                                           | 7e 10 km open water 5e Landenwedstrijd    |                                           |                                           |                                           |
| 2020 | Geen toernooien vanwege de coronapandemie | Geen toernooien vanwege de coronapandemie | Geen toernooien vanwege de coronapandemie | Geen toernooien vanwege de coronapandemie | Geen toernooien vanwege de coronapandemie |
| 2021 | 10 km open water                          |                                           | 13-18 december                            |                                           |                                           |

## Persoonlijke records
Bijgewerkt tot en met 17 juni 2021
Kortebaan
| Afstand         | Tijd    | Datum             | Plaats   |
| --------------- | ------- | ----------------- | -------- |
| 200m vrije slag | 1.57,98 | 26 september 2020 | Brisbane |
| 400m vrije slag | 4.03,85 | 27 september 2020 | Brisbane |
| 800m vrije slag | 8.14,03 | 25 september 2020 | Brisbane |

Langebaan
| Afstand          | Tijd     | Datum            | Plaats   |
| ---------------- | -------- | ---------------- | -------- |
| 200m vrije slag  | 01.58,86 | 14 juni 2021     | Adelaide |
| 400m vrije slag  | 04.07,47 | 14 december 2020 | Brisbane |
| 800m vrije slag  | 08.23,54 | 17 juni 2021     | Adelaide |
| 1500m vrije slag | 16.00,14 | 30 juni 2018     | Adelaide |